# Sébastien Chabal
Sébastien Chabal (Valença, 8 de desembre de 1977), és un exjugador de rugbi a 15 internacional francès. Va jugar com a tercera línia centre després d'haver començat com a tercera línia ala, tot i que també jugava a la segona línia. Va acabar la seva carrera al club francès Lyon OU després d'haver jugat al Racing Métro, al Sale Sharks i al CS Bourgoin-Jallieu, on va debutar en l'alt nivell del rugbi francès el 1998. També va jugar en diverses posicions a la selecció de França sense imposar-se mai de manera duradora.
En gairebé setze anys al més alt nivell, Sébastien Chabal va acumular una trajectòria honorable amb un títol del campionat anglès, un Challenge europeu, dues copes del Sis Nacions, entre d'altres.

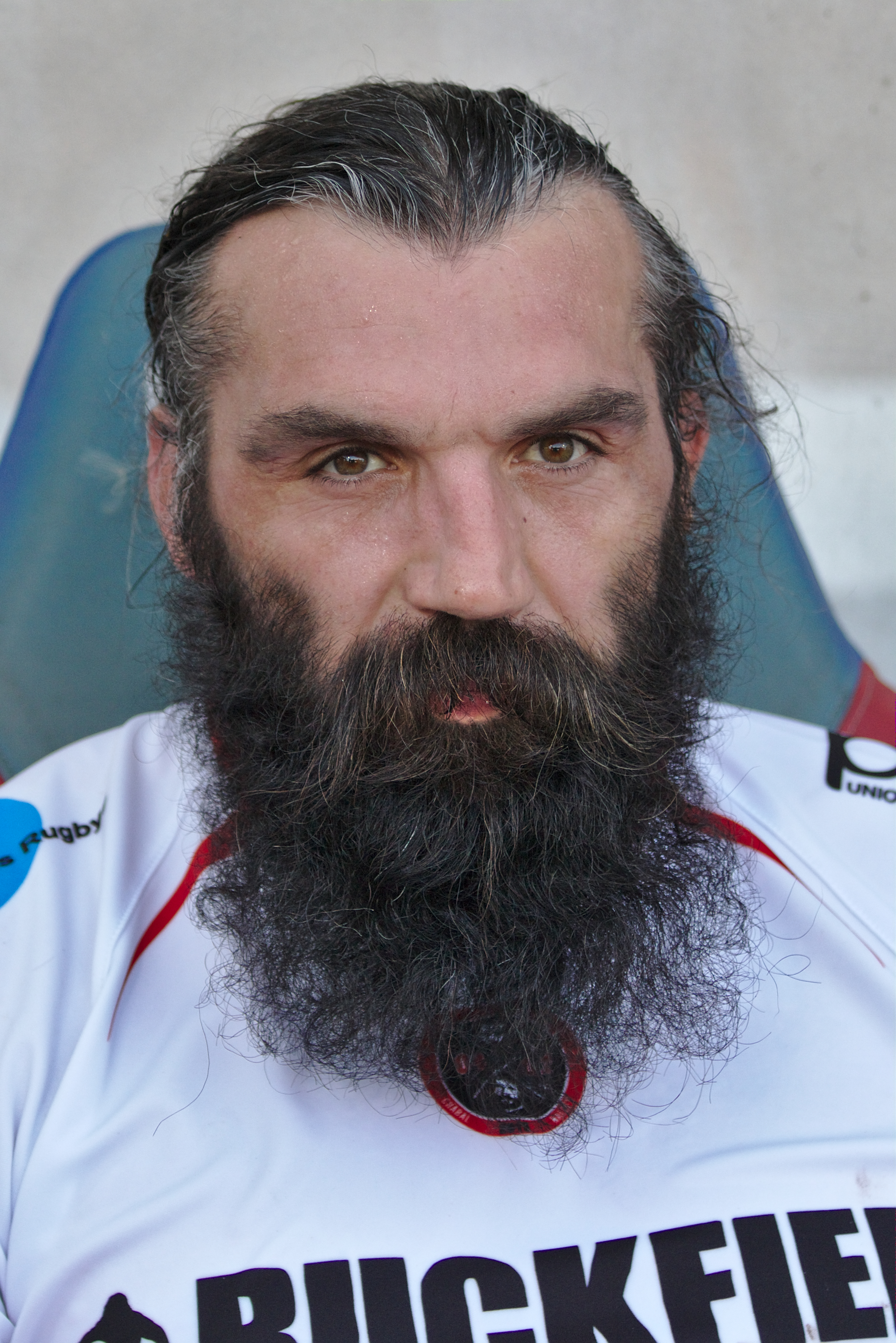
Chabal el 2015.

Sébastien Chabal es va convertir en un dels esportistes més populars de França, fins al punt que els periodistes parlaven d'una "chabalmania". Chabal ha gestionat sempre la seva imatge pública aportant un aspecte vigorós i primitiu, amb barba espessa i cabells llargs, el que el va dur a signar nombrosos contractes publicitaris que el van convertir, a partir del 2007, en el jugador de rugbi francès més ben pagat.
El 2025, Chabal admet que no recorda res de tota la seva carrera com a jugador ni la major part de la seva infància a causa de repetides commocions cerebrals. Per això, també troba inútil anar al metge, ja que és impossible recuperar els records perduts.

## Vida personal
Nascut el 8 de desembre de 1977 a Valença, al departament francès de Droma, Sébastien Chabal va créixer a la propera localitat de Bèumont de Valença. Era fill d'una família modesta de l'Ardecha; el seu pare treballava en un taller mecànic i la seva mare era una treballadora de bijuteria. Apassionat de la mecànica, va aprovar el títol d'estudis professionals de mecànica i després es va convertir en torner-fresador a la fàbrica automobilística Salmson de Creis. Quan jugava al rugbi al club d'aficionats de La Vacha, continuava treballant perquè el rugbi encara era per a ell una activitat d'oci. Va abandonar definitivament aquesta primera feina quan es va incorporar al club de rugbi de Valença i va iniciar la carrera com a jugador de rugbi professional.
Quan jugava al Bourgoin-Jallieu, es va casar amb Annick, que ja era mare d'una filla nascuda l'any 1994, de la qual es va convertir en el padrastre. El 2005, es va convertir en pare d'una filla anomenada Lily-Rose2.

## Vida esportiva
Sébastien Chabal va provar el rugbi als 9 anys, però aquesta primera experiència va ser un fracàs ja que només va durar dos mesos. Hi va tornar més tard, als 16 anys, seguint dos dels seus amics al club de rugbi de La Vacha, a pocs quilòmetres de Valença. Allà va descobrir la passió tant pel joc com també per la convivència del tercer temps.

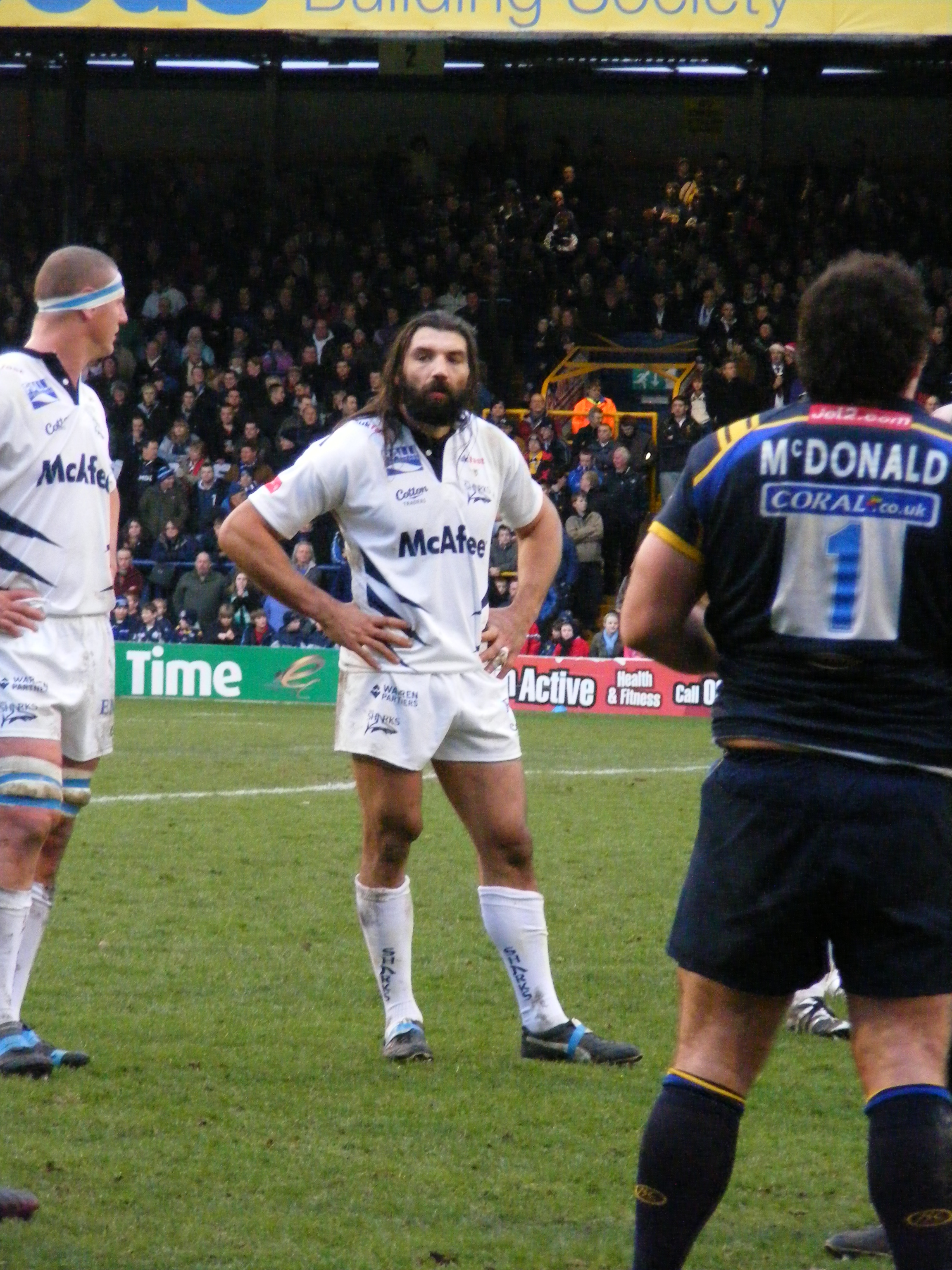
Chabal el 2007 amb el Sale Sharks.

Després de passar breument pel Valença, va fitxar el 1998 pel CS Bourgoin-Jallieu, on hi va jugar 6 temporades. Amb aquest club va jugar 4 finals, totes elles perdudesː la final del Challenge europeu del 1999, la final del trofeu Du Manoir el 1999, la final de la Copa de la lliga francesa el 2003 i la final del Challenge Sud-Radio del mateix any. El 2004 va signar per dos anys al club dels suburbis de Manchester Sale Sharks, on s'hi estarà fins al 2009. Amb els Sharks va acomular grans èxits en el palmarès de la seva carrera guanyant una lliga anglesa, un Challenge europeu i un Trofeu de Campions.
El 2009 va signar pel Racing Métro 92, on hi jugaria les següents tres temporades. Al maig de 2011, va ser suspès 30 dies per la Comissió Disciplinària de la Lliga Nacional de Rugbi (LRN), per criticar els àrbitres del Top 14, perdent-se les semifinals contra el Montpeller Hérault Rugby Club. Abans d'acabar la temporada per culpa de la sanció, havia jugat 18 partits, aconseguint 20 punts en forma de 4 assajos.

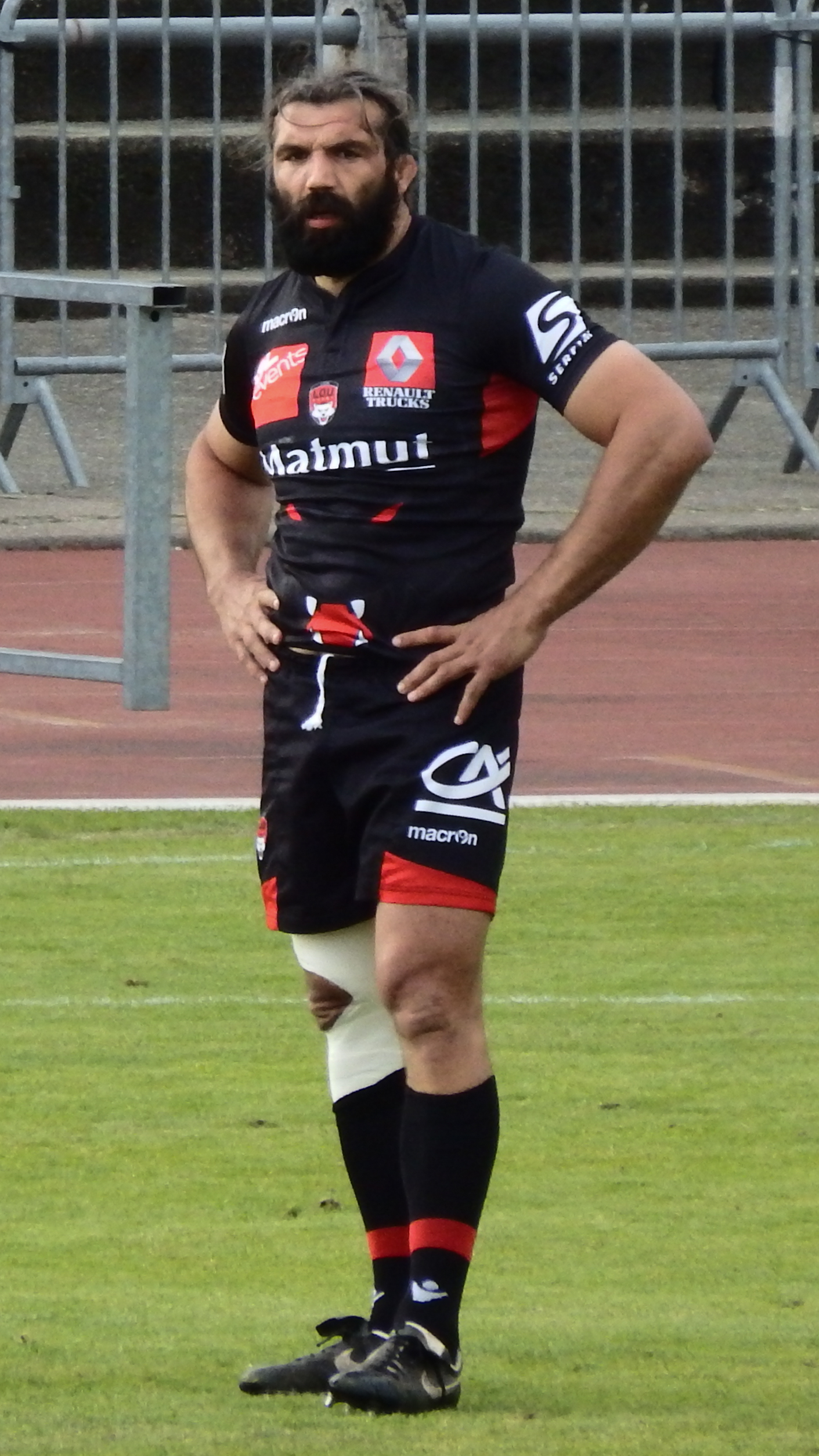
Chabal el 2014 amb el Lió.

El 2 de febrer de 2012, va rescindir el seu contracte amb el Racing Métro 92, per culpa d'una forta discussió amb el seu entrenador Pierre Berbizier. Un cop es va obrir el mercat de transferències, l'abril de 2012 va arribar a un acord amb Lió Olympique, per un contracte de 2 anys, després del qual es va retirar.
La seva primera aparició com a internacional va ser el 4 de març del 2000 davant d'Escòcia. Va jugar 62 partits amb França, amb qui va marcar sis assajos, dos contra Itàlia al Torneig de les Sis Nacions 2007, un decisiu contra Anglaterra a les classificatòries per a la Copa del Món de Rugbi del 2007, dos contra Namíbia a la mateixa Copa del Món de Rugbi de 2007 i un contra Itàlia al Torneig de les Sis Nacions 2009.

## Palmarès

### Club

#### Bourgoin-Jallieu
- Finalista de la European Challenge Cup (1999)
- Finalista de la Copa de França (1999 i 2003)
- Finalista de la Challenge Sud-Radio (2003)

#### Sale Sharks
- Campió de la European Challenge Cup (2005)
- Campió de la Lliga d'Anglaterra (2006)
- Campió del Trofeu de Campions (2006)

#### Racing Métro 92
- Semifinalista de la Lliga de França (2011)

### Selecció Nacional

#### Copa del Món
- Campionat del Món d'Austràlia 2003 (4a posició)
- Campionat del Món de França 2007 (4a posició)

#### Torneig de les Sis Nacions
- Sis Nacions 2000 (2a posició)
- Sis Nacions 2003 (3a posició)
- Sis Nacions 2005 (2a posició)
- Sis Nacions 2007 (Campió)
- Sis Nacions 2009 (3a posició)
- Sis Nacions 2010 (Gran Slam)
- Sis Nacions 2011 (2a posició)